# Szent Mihály-templom (Kisdisznód)
A kisdisznódi Szent Mihály-templom műemlékké nyilvánított épület Romániában, Szeben megyében. A romániai műemlékek jegyzékében az SB-II-m-B-12358 sorszámon szerepel.